# Merionoeda nigrella
Merionoeda nigrella är en skalbaggsart som beskrevs av J. Linsley Gressitt 1942. Merionoeda nigrella ingår i släktet Merionoeda och familjen långhorningar. Inga underarter finns listade i Catalogue of Life.